# 仙靓唐纳雀
，是雀形目裸鼻雀科的一种鸟类。
仙靓唐纳雀体重约19.77克，翼长约76.7毫米，嘴峰长约13毫米，喙宽度约4.2毫米，喙厚度约4.7毫米，跗蹠长约17.7毫米，尾长约56.1毫米。仙靓唐纳雀在其分布区内为留鸟，其栖息在密集的高大树木组成的森林中，食性为草食性，主要食物来源是水果。

## 亚种
- ：分布于安第斯山脉以东的哥伦比亚至委内瑞拉南部和巴西西北部。
- ：分布于哥伦比亚东南部至玻利维亚北部和巴西亚马逊地区的西部。
- ：分布于委内瑞拉东部至圭亚那和巴西北部。
- ：分布于秘鲁中北部。[4]